# Fuori di zukka
Fuori di zukka (Free for All) è una serie televisiva animata statunitense del 2003, creata da Brett Merhar.
Ambientata in Colorado, la serie segue la vita quotidiana di Johnny Jenkins, un innocente studente universitario di 19 anni circondato da una famiglia disfunzionale e da amici eccentrici.
La serie è stata trasmessa per la prima volta negli Stati Uniti su Showtime dall'11 luglio al 12 settembre 2003, per un totale di 7 episodi ripartiti su una stagione. In Italia la stagione è stata trasmessa su Paramount Comedy dal 9 dicembre 2005.

## Episodi
| nº | Titolo originale | Titolo italiano | Prima TV USA      | Prima TV Italia  |
| -- | ---------------- | --------------- | ----------------- | ---------------- |
| 1  | The Deal         | L'accordo       | 11 luglio 2003    | 9 dicembre 2005  |
| 2  | Tootsie          | Tootsie         | 18 luglio 2003    | 16 dicembre 2005 |
| 3  | Sterile Angus    | Angus sterile   | 25 luglio 2003    | 23 dicembre 2005 |
| 4  | Hostage Johnny   | Johnny ostaggio | 15 agosto 2003    | 8 maggio 2006    |
| 5  | Scammer Clay     | Clay truffatore | 22 agosto 2003    | 16 maggio 2006   |
| 6  | Nude Johnny      | Johnny nudo     | 5 settembre 2003  | 24 maggio 2006   |
| 7  | Tall Tails       | Code alte       | 12 settembre 2003 | 1 giugno 2006    |

## Personaggi e doppiatori
- Johnny Jenkins, voce originale di Jonathan Silverman, italiana di Patrizio Prata.
- Clay Zeeman, voce originale di Brett Merhar, italiana di Claudio Moneta.
- Angus, voce originale di Dee Bradley Baker.
- Sylvia Jenkins, voce originale di Mitzi McCall, italiana di Clara Zovianoff.
- Douglas Jenkins, voce originale di Sam McMurray, italiana di Marco Balbi.
- Paula Wisconsin, voce originale di Juliette Lewis, italiana di Maddalena Vadacca.
- Omar, voce originale di Jonah Convy, italiana di Massimo Di Benedetto.
- Signor Stanky, voce originale di John Kozeluh, italiana di Antonello Governale.